# Erik Brunetti
Pour les articles homonymes, voir Brunetti.
 (janvier 2024).
La mise en forme du texte ne suit pas les recommandations de Wikipédia : il faut le « wikifier ».
Les points d'amélioration suivants sont les cas les plus fréquents. Le détail des points à revoir est peut-être précisé sur la page de discussion.
- Les titres sont pré-formatés par le logiciel. Ils ne sont ni en capitales, ni en gras.
- Le texte ne doit pas être écrit en capitales (les noms de famille non plus), ni en gras, ni en italique, ni en « petit »…
- Le gras n'est utilisé que pour surligner le titre de l'article dans l'introduction, une seule fois.
- L'italique est rarement utilisé : mots en langue étrangère, titres d'œuvres, noms de bateaux, etc.
- Les citations ne sont pas en italique mais en corps de texte normal. Elles sont entourées par des guillemets français : « et ».
- Les listes à puces sont à éviter, des paragraphes rédigés étant largement préférés. Les tableaux sont à réserver à la présentation de données structurées (résultats, etc.).
- Les appels de note de bas de page (petits chiffres en exposant, introduits par l'outil «  Source ») sont à placer entre la fin de phrase et le point final[comme ça].
- Les liens internes (vers d'autres articles de Wikipédia) sont à choisir avec parcimonie. Créez des liens vers des articles approfondissant le sujet. Les termes génériques sans rapport avec le sujet sont à éviter, ainsi que les répétitions de liens vers un même terme.
- Les liens externes sont à placer uniquement dans une section « Liens externes », à la fin de l'article. Ces liens sont à choisir avec parcimonie suivant les règles définies. Si un lien sert de source à l'article, son insertion dans le texte est à faire par les notes de bas de page.
- La présentation des références doit suivre les conventions bibliographiques. Il est recommandé d'utiliser les modèles {{Ouvrage}}, {{Chapitre}}, {{Article}}, {{Lien web}} et/ou {{Bibliographie}}. Le mode d'édition visuel peut mettre en forme automatiquement les références.
- Insérer une infobox (cadre d'informations à droite) n'est pas obligatoire pour parachever la mise en page.

Pour une aide détaillée, merci de consulter Aide:Wikification.
Si vous pensez que ces points ont été résolus, vous pouvez retirer ce bandeau et améliorer la mise en forme d'un autre article.
Erik Brunetti (né le 5 mai 1967) est un artiste, designer, réalisateur et fondateur américain de la marque de style de vie et de vêtements FUCT.

## Biographie
Erik Brunetti est né à Phillipsburg, New Jersey, le 5 mai 1967. Il est d'origine germano-italienne. Il a commencé à écrire des graffitis au milieu des années 1980 sous le nom de DEN ONE.
L'installation "Lost" de Brunetti a été exposée pour la première fois en 1996 à la OK Harris Gallery de New York. Cela faisait partie d'une exposition personnelle intitulée Adaptation à partir de dépliants d'affiches d'animaux perdus . Brunetti a également exposé son travail dans une exposition collective en 1998 intitulée Channel 3 à la Team Gallery de New York aux côtés de Tracey Emin, Jaime Levy et Pedro Ortuno.
Brunetti a été invité à recréer cette pièce dans le cadre de l'exposition MOCA Los Angeles Art In The Streets 2011 par les commissaires Jeffrey Deitch et Aaron Rose.
Son premier long métrage de réalisation fut The Doctrine, une série de courts métrages utilisés comme publicités pour sa marque FUCT, qu'il a réalisé, produit et composé. La Doctrine, partie II présente Esther De Jong.
Brunetti est connu pour discuter franchement de ses opinions intellectuelles et politiques. Ses interviews les plus récentes témoignent de ses critiques à l’égard de la politique étrangère des États-Unis et d’autres gouvernements.

### FUCT
En 1990, Brunetti a lancé sa marque de vêtements FUCT, signifiant « Friends U Can't Trust ». Il a essayé à plusieurs reprises de déposer sa marque, mais n'a pas pu le faire car l'Office des brevets et des marques du gouvernement américain a cité la loi Lanham, une loi fédérale qui interdit la protection des marques pour les mots jugés « scandaleux »,. En juin 2019, la Cour suprême a annulé l'interdiction dans l'affaire judiciaire Iancu contre Brunetti, ouvrant la voie à une marque.

### Production de disques
Brunetti a joué dans le groupe Lucifer Wong avec le guitariste Patrick Sugg, le bassiste Steve Hanson, le guitariste Antonio Ortiz et le batteur Stevie DRT. Brunetti a produit le LP 2004 du groupe de garage rock The Superbees sous son label, Sonic Fever Records.

## Des expositions
- Adaptation des dépliants d'affiches d'animaux perdus (OK Harris Gallery, 1996) [11]
- Adolescent suppléant (Galerie Merry Karnowsky, 1997)
- Canal 3 (Galerie de l'équipe, 1998)
- L'art dans les rues (MOCA Los Angeles, 2011)
- Erik Brunetti & Jesse Edwards (Galerie Vito Schnabel, 2014) [12]